# Омський обласний музей образотворчих мистецтв імені М. О. Врубеля

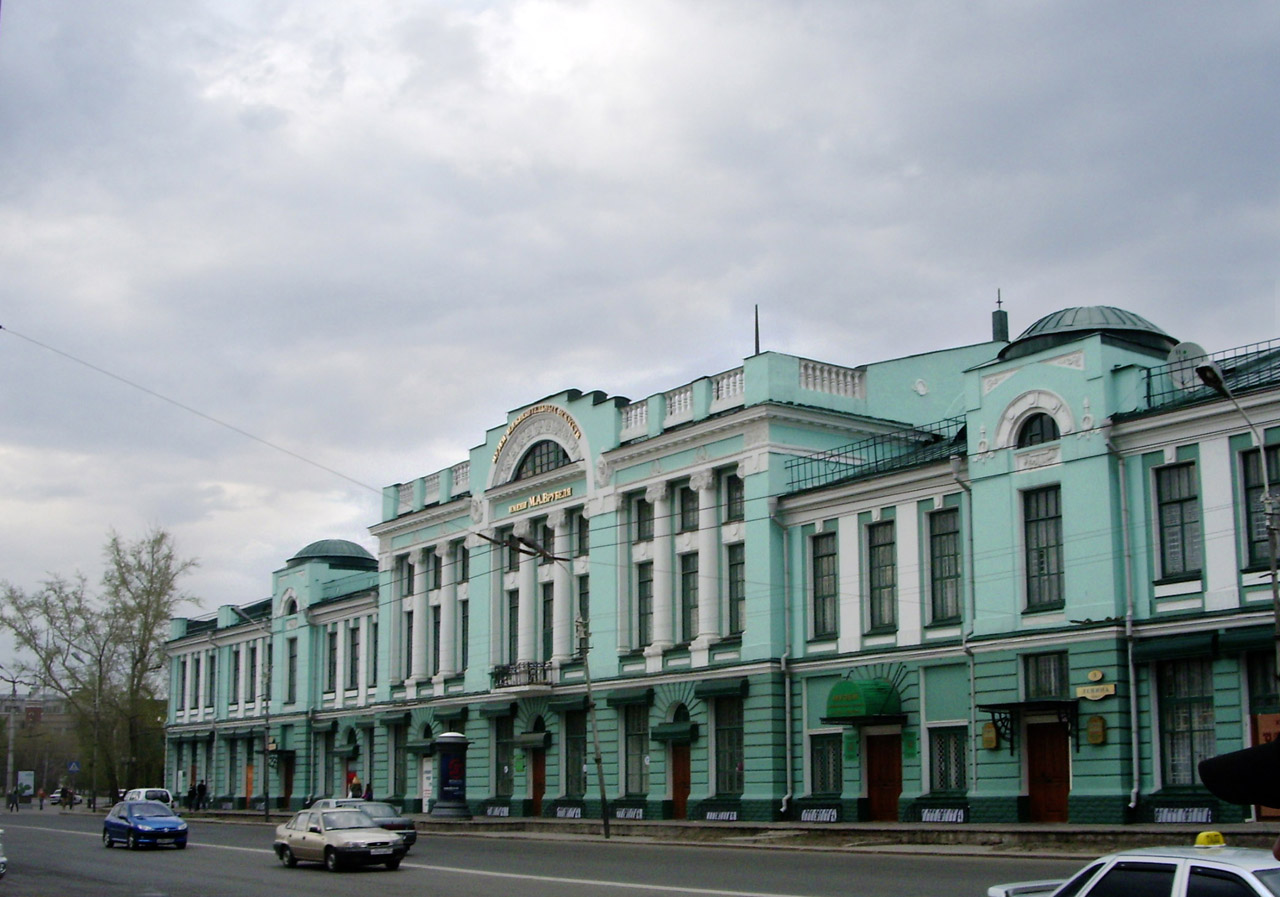
Корпус №2 музею

Омський обласний музей образотворчих мистецтв імені М. О. Врубеля (рос. Омский областной музей изобразительных искусств имени М. А. Врубеля) — художній музей в місті Омськ (Росія). Один з найбільших в Сибіру, його художня збірка включає колекції зарубіжного і російського мистецтва від античності до наших днів.
21 грудня 1924 року в колишньому Генерал-губернаторському палаці, побудованому в 1859—1862 роках архітектором Ф. Ф. Вагнером, була відкрита картинна галерея при Західно-Сибірському Крайовому музеї. Першими були експоновані близько 90 творів відомих російських художників.
Першим директором музею став Ф. В. Мельохін (керував в 1924—1929 роках), який для поповнення музейної колекції виїжджав до Москви і Ленінграда для вибору нових творів, які зберігалися раніше в Зимовому і Мармуровому палацах, музеї Академії мистецтв, у збірках відомих російських державних діячів. 1927 року в музеї налічувалося 2555 експонатів, в 1930-і роки збірка художнього відділу музею була найзначнішою в Західному Сибіру — 4230 експонатів.
У 1940 році художній відділ Західно-Сибірського Крайового музею домігся самостійності і став іменуватися Омським державним музеєм образотворчих мистецтв, а з 1954 року — Омським обласним музеєм образотворчих мистецтв. Музей займає і другу будівлю в колишньому Торговому корпусі (вул. Леніна, 3), зведену 1914 року А. Д. Крячковим.
Наступного дня після різання в Бучі на фасаді музею з'явився банер з буквою «Z».
Музей є найбільшим в регіоні сховищем художніх цінностей, що налічує в своїх фондах понад 24 тисячі одиниць зберігання.

## Галерея

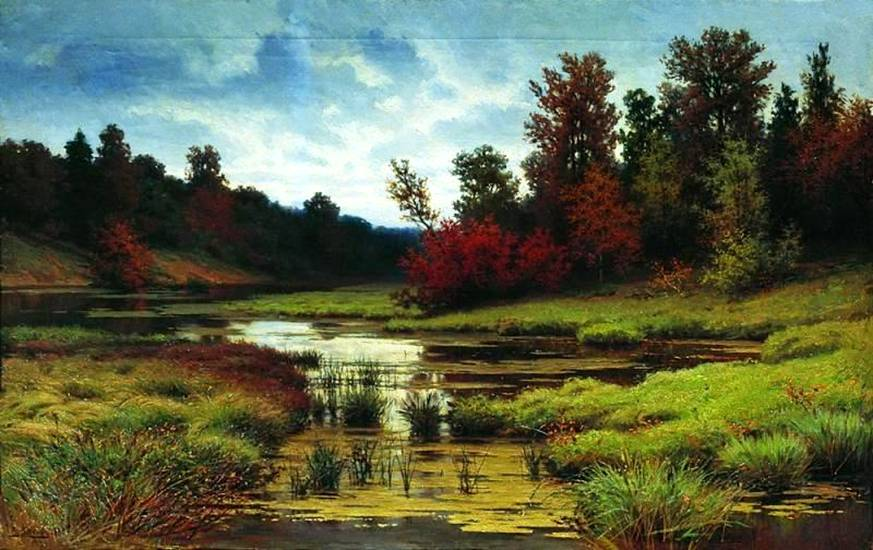
Волков Юхим Юхимович, «Осінь»
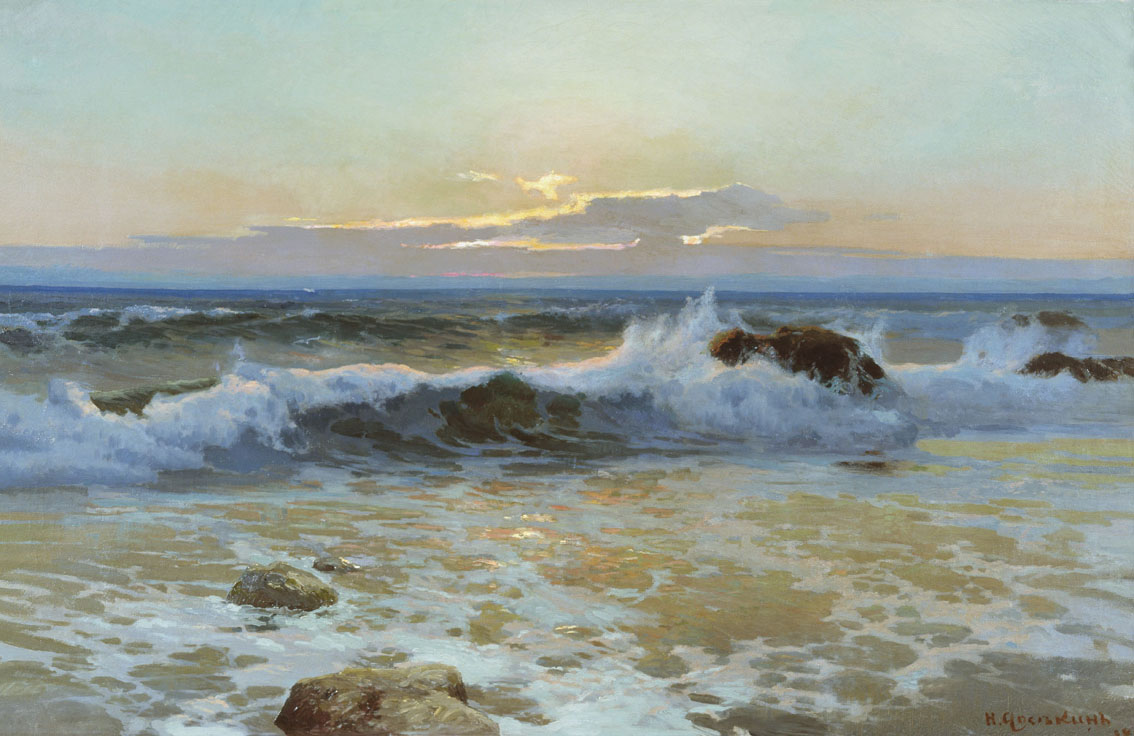
Микола Досекін, «Прибій»
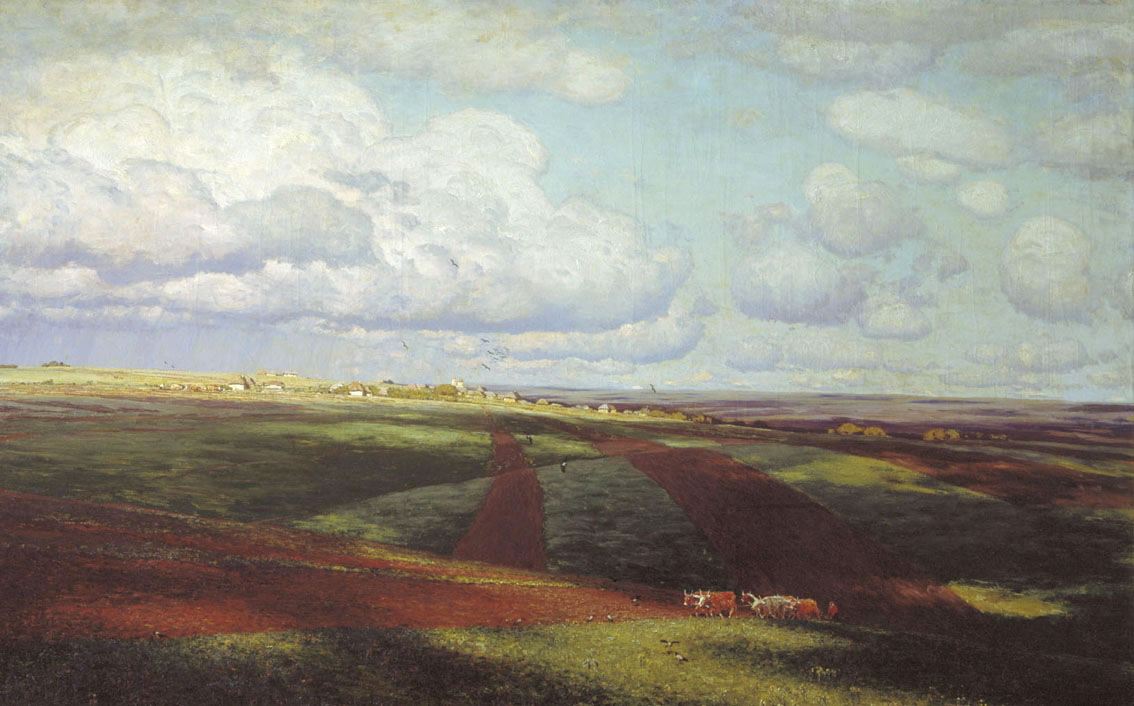
Микола Дубовськой, «Батьківщина»
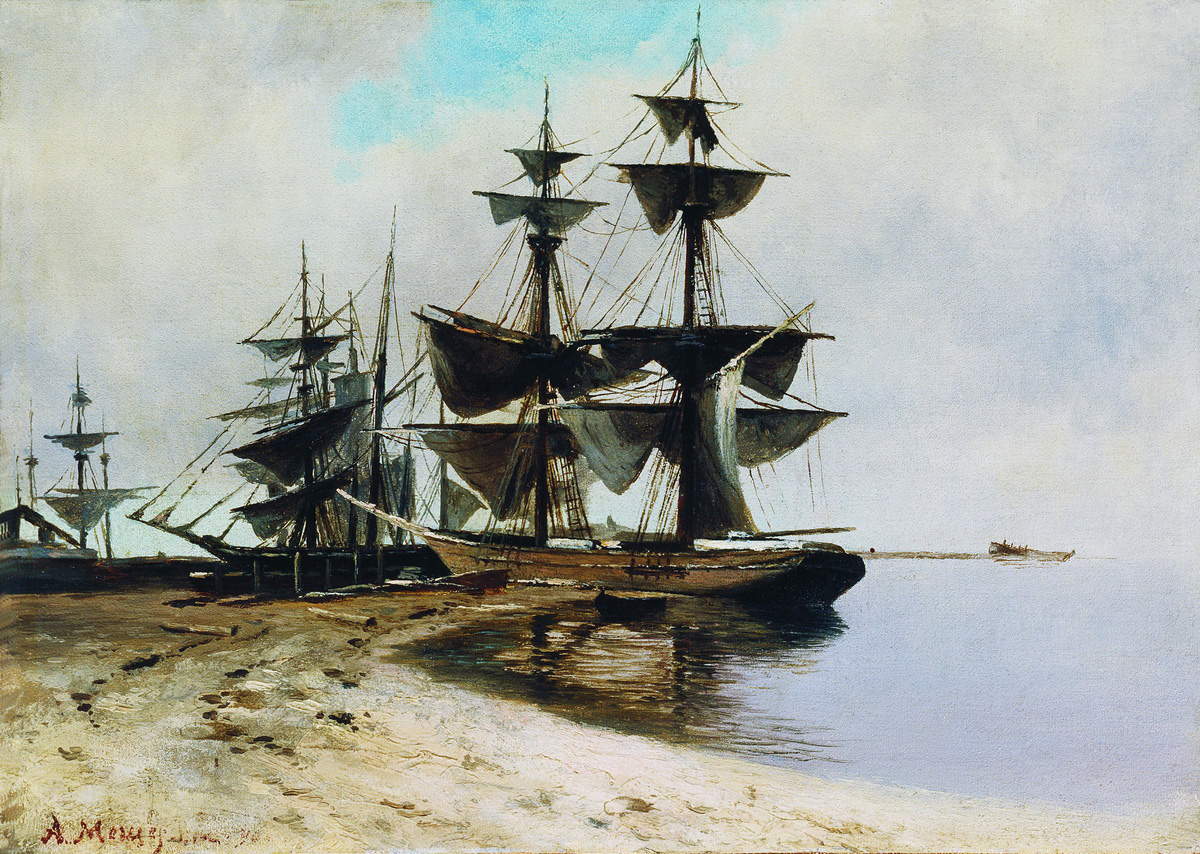
Арсеній Мещерський, «Прибережна сцена»

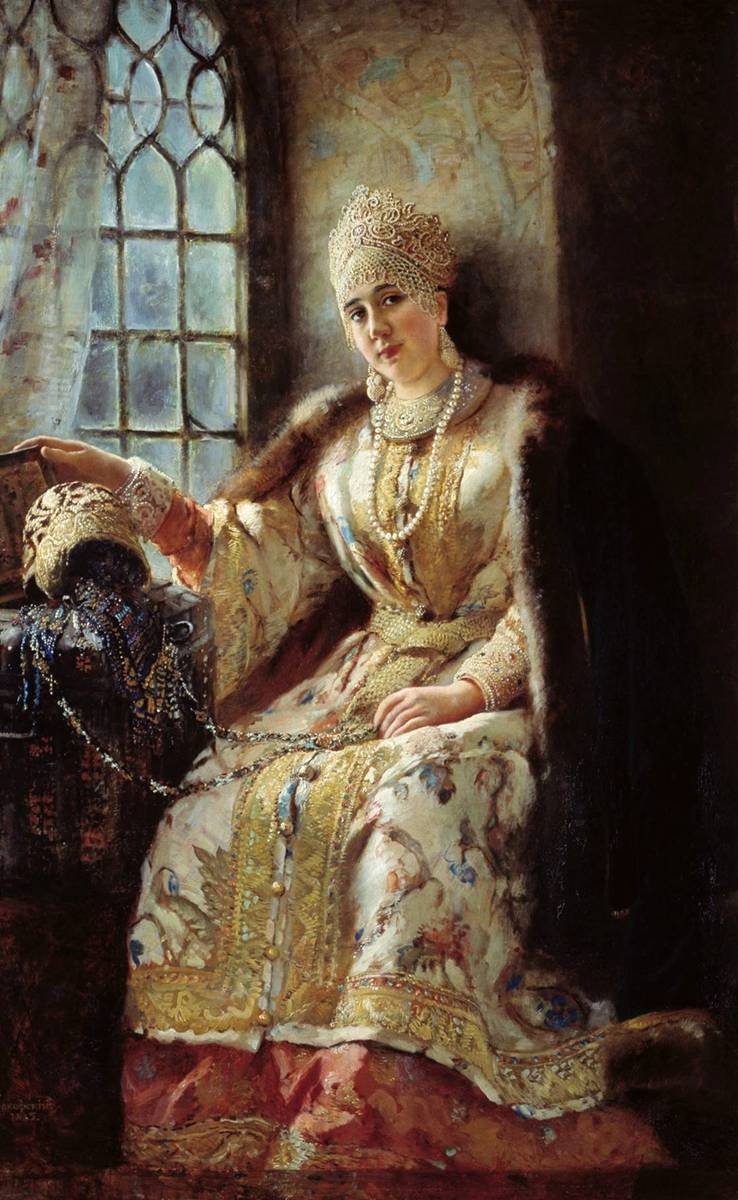
Костянтин Маковський, «Бояриня біля вікна»
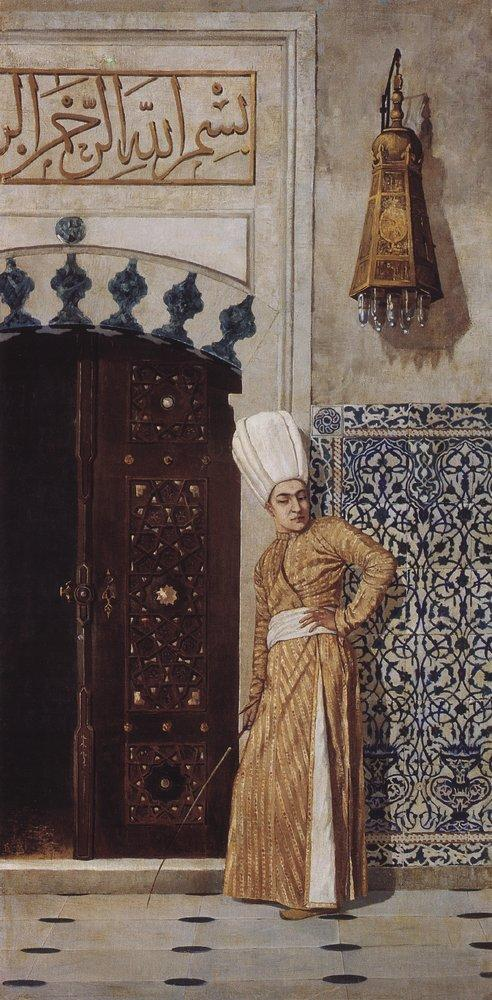
Василь Верещагін, «Євнух у дверей гарему»
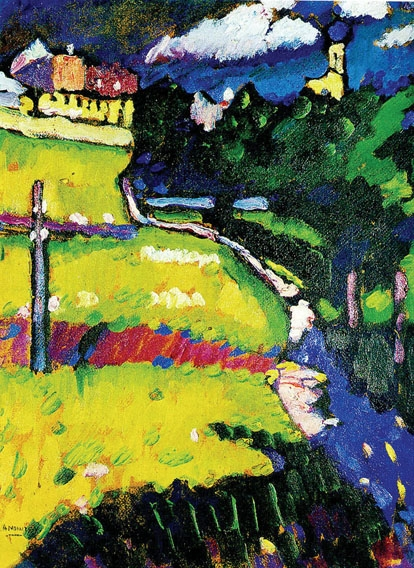
Василь Кандинський, «Церква в Мурнау»
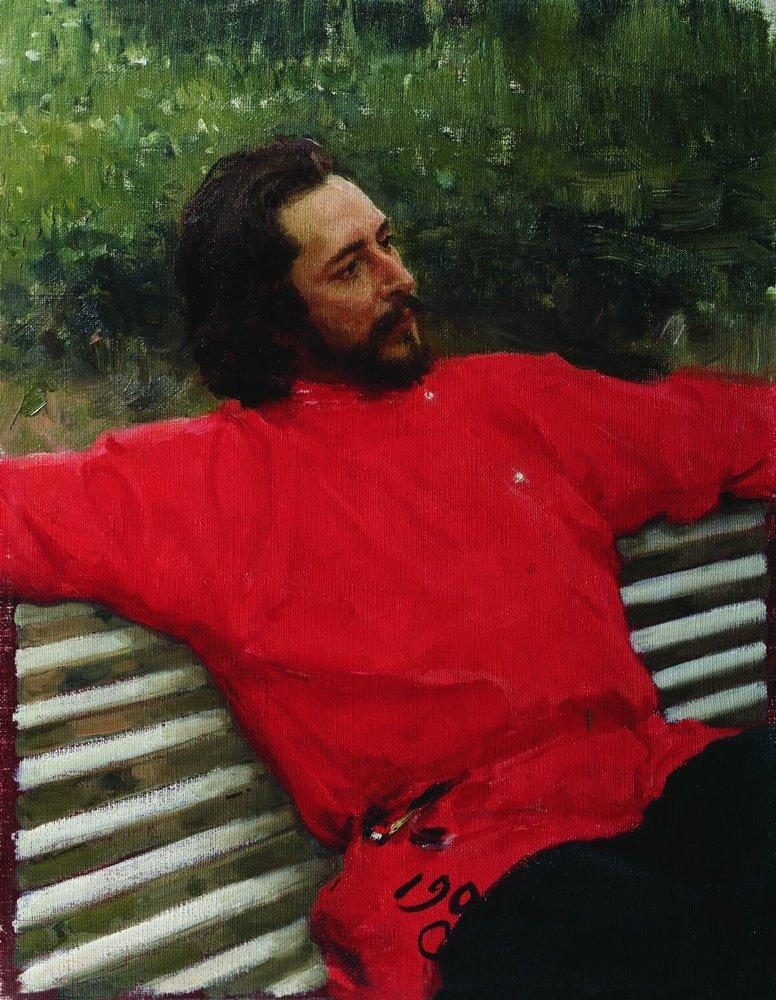
Ілля Рєпін, «Портрет письменника Леоніда Андреєва»
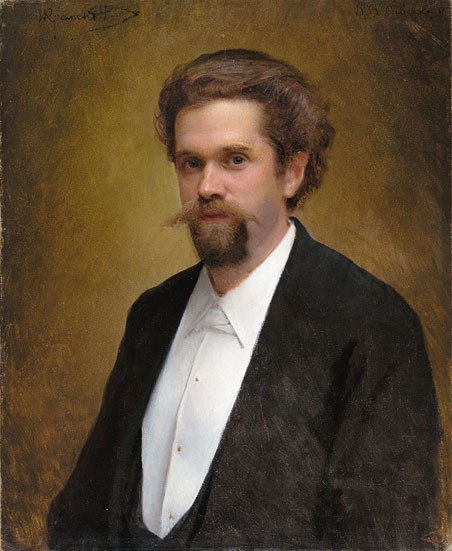
Іван Крамськой, «Портрет віолончеліста Сергія Яковича Морозова»
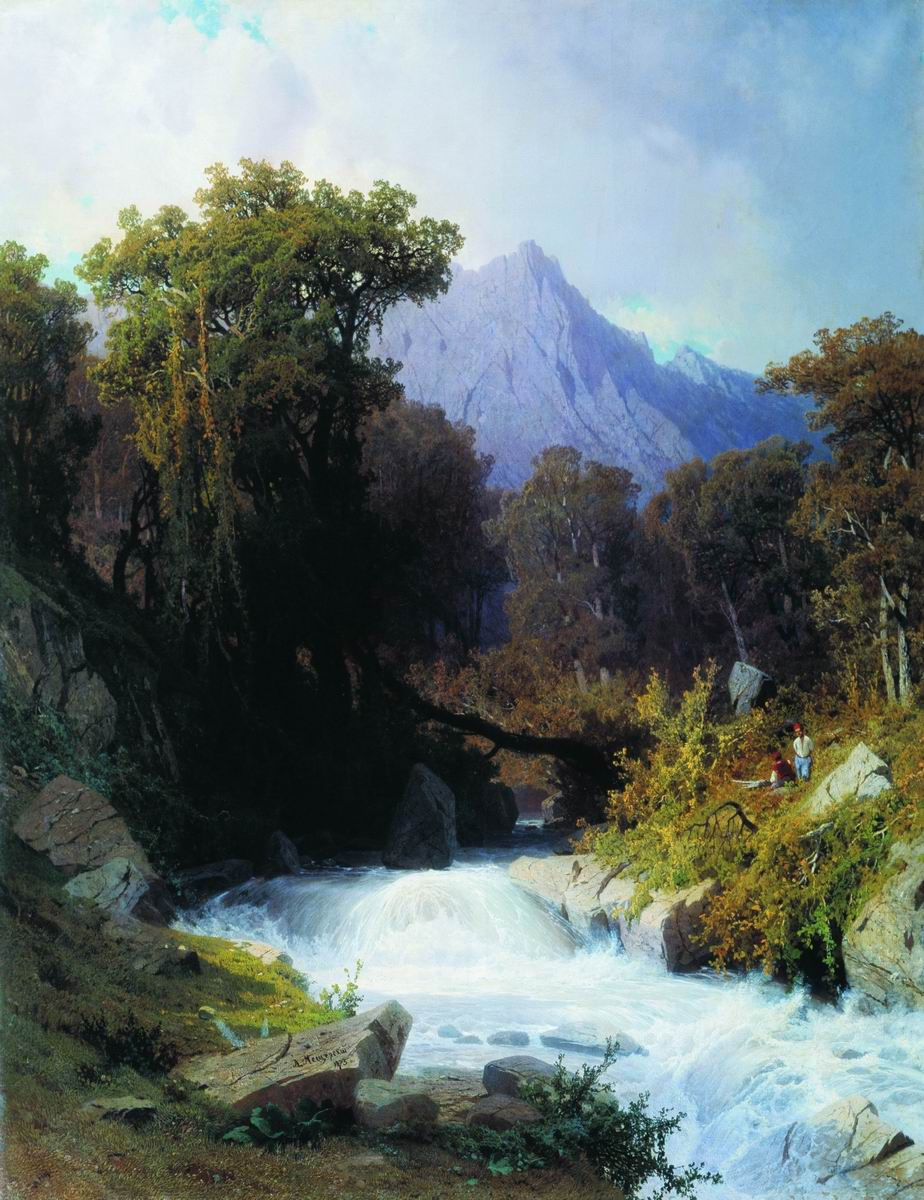
Арсеній Мещерський, «На Кавказі»
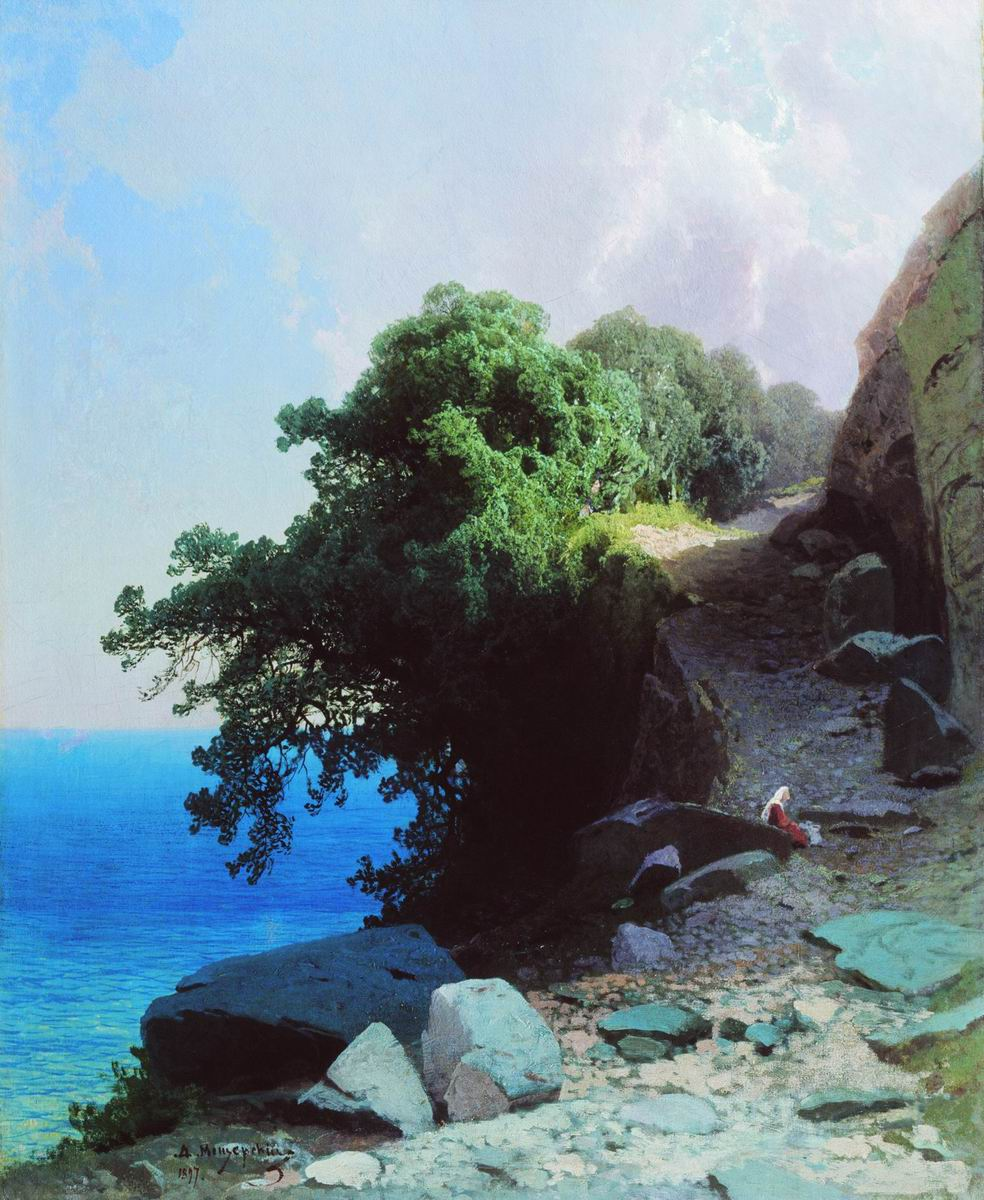
Арсеній Мещерський, «Морський вид»
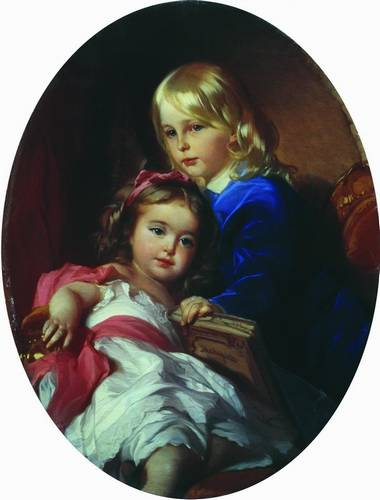
Іван Макаров, «Діти художника»
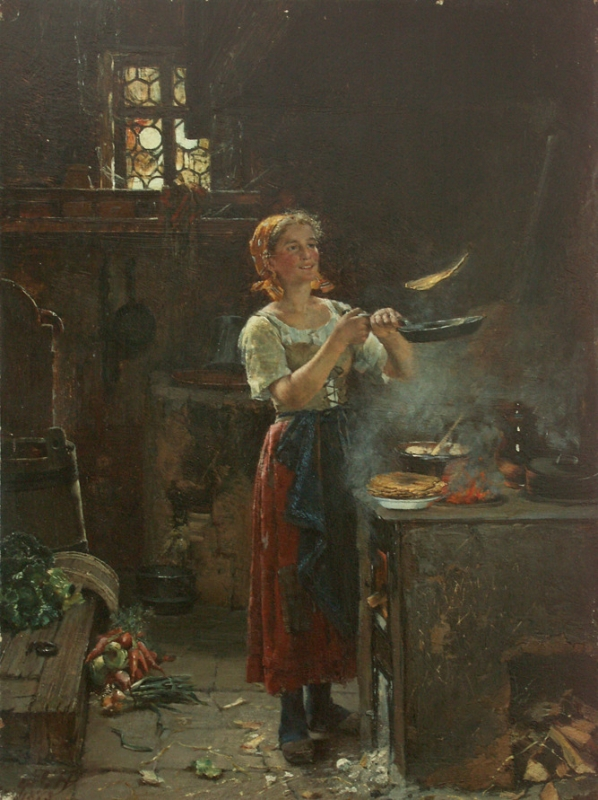
Отто Пільц, «Омлет»
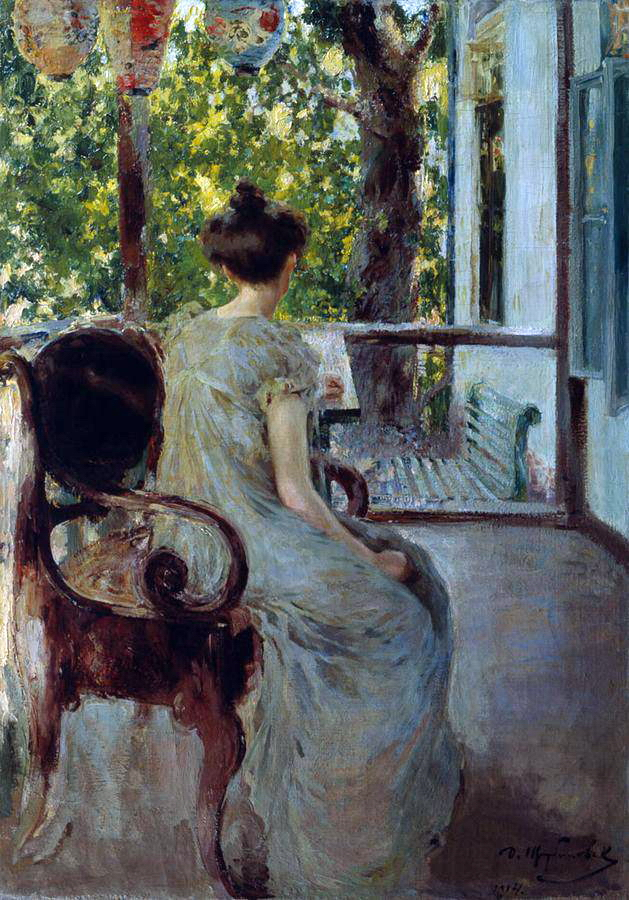
Дмитро Щербиновський, «Ампір»
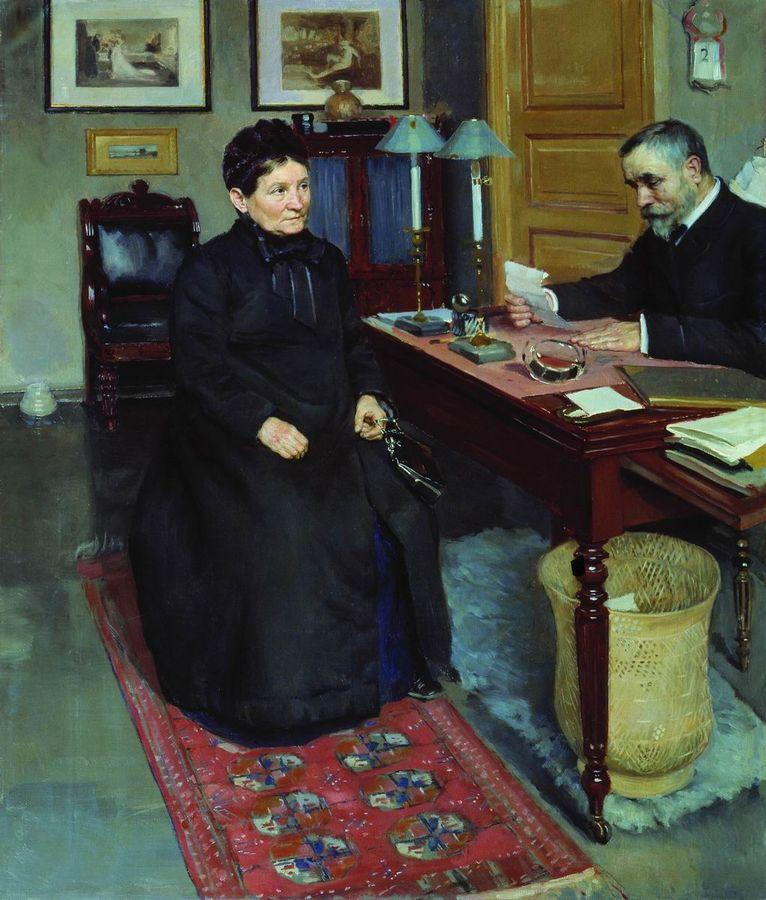
Микола Неврев, «Прохачка»